# Ismaël Joffroy Chandoutis
Ismaël Joffroy Chandoutis (* 25. Mai 1988 in Montelimar) ist ein französischer Videokünstler.

## Leben
Chandoutis studierte am Pariser Institut Supérieur des Arts (INSAS) Filmschnitt, erwarb einen Master in audiovisueller Kunst an der LUCA School of Arts in Gent und studierte von 2016 bis 2018 Film am Le Fresnoy – Studio national des arts contemporains in Tourcoing. Er drehte bereits während des Studiums Kurzfilme, die auf zahlreichen Festivals gezeigt wurde. Sein Abschlussfilm Swatted beschäftigte sich mit dem Phänomen des Swattings unter Videospielern, einer Form des Online-Mobbings. Auf dem Festival d’Animation Annecy gewann Swatted 2019 den Preis für den besten Abschlussfilm.
Chandoutis verbindet in seinen Werken Film und moderne Kunst und „hinterfragt die Erinnerung, das Virtuelle, die Technologie und die Zwischenräume zwischen Welten und Wörtern“. In Maalbeek, der 2020 veröffentlicht wurde, setzte er sich künstlerisch mit den Terroranschlägen in Brüssel am 22. März 2016 (unter anderem im U-Bahnhof Maalbeek) auseinander und verwob Bilder- und Tonfragmente zu collagehafter Videokunst. Der dokumentarische Kurzfilm sollte ursprünglich im Rahmen der Semaine de la critique der Internationalen Filmfestspiele von Cannes 2020 laufen, die jedoch abgesagt wurden. Für Maalbeek gewann Chandoutis 2022 den César in der Kategorie Bester dokumentarischer Kurzfilm.
Chandoutis lebt und arbeitet in Paris und Brüssel.

## Filmografie
- 2015: Sous couleur de l’oubli
- 2018: Ondes noires
- 2018: Swatted
- 2020: Détournements de fonds
- 2020: Maalbeek

## Auszeichnungen
- 2019: Bester Abschlussfilm, Festival d’Animation Annecy, für Swatted
- 2019: Spezialpreis der Jury und Nominierung Grand Prix, Festival du Court-Métrage de Clermont-Ferrand, für Swatted
- 2019: Macao Tourism Award im Bereich Dokumentation, IndieLisboa, für Swatted
- 2020: Nominierung Grand Prix im internationalen Wettbewerb, Uppsala International Short Film Festival, für Maalbeek
- 2021: Prix André-Martin für den besten französischen Kurzfilm, Festival d’Animation Annecy, für Maalbeek
- 2021: Kritikerpreis für den besten Kurzfilm, Syndicat Français de la Critique de Cinéma et des Films de Télévision, für Maalbeek
- 2021: Nominierung Grand Prix, Festival du Court-Métrage de Clermont-Ferrand, für Maalbeek
- 2021: Golden Zagreb Award, Animafest Zagreb, für Maalbeek
- 2022: César, Bester dokumentarischer Kurzfilm, für Maalbeek